# Squeeze Play (Auster)
Squeeze Play ist ein Kriminalroman von Paul Auster, den er 1978 unter dem Pseudonym Paul Benjamin  schrieb und der in den USA 1982 erschien. Er ist in Deutsch erstmals 1998 in Von der Hand in den Mund veröffentlicht worden. In diesem Buch erzählt Auster auch die Geschichte, warum er diesen Roman schrieb und unter welchen Umständen die erste Veröffentlichung und die kommerziell erfolgreichere Veröffentlichung 1984 bei Avon Books als Taschenbuch zustande kam. Ein Squeeze Play ist ein Spielzug im Baseball, bei dem es auch die Variante suicide squeeze gibt, in dessen Name der englische Begriff für Selbstmord enthalten ist.

## Handlung
Jemand versucht, den früheren Baseball-Star George Chapman umzubringen. Daraufhin engagiert Chapman den New Yorker Privatdetektiv Max Klein. Chapman behauptet, er habe keine Feinde, was Klein ihm nicht glaubt. Es glaubt aber auch nicht an die Alibis oder die sexuellen Avancen, die Chapmans Frau ihm macht. Diese scheint genügend Anlass zu haben, ihren Mann so zu hassen, dass sie ihn umbringen könnte.

## Auszeichnungen
- 1985: Shamus Award, nominiert als bester Privatdetektivroman, Taschenbuch (Shamus Award Nominee for Best Original PI Paperback)[3]

## Ausgaben
- ungenannter Verlag, New York City 1982[4]
- Taschenbuch-Ausgabe: Avon Books, New York City 1984, ISBN 9780380676866[5]
- Penguin Publishing Group, New York City 1990, ISBN 9780140130850[6]
- Taschenbuch-Ausgabe Faber & Faber, London 1991, ISBN 9780140130850[7]
- In Hand to Mouth: A Chronicle of Early Failure, Faber & Faber, London 1997, ISBN 9780571194810

Deutsch  von Werner Schmitz: Von der Hand in den Mund. Eine Chronik früher Fehlschläge, Rowohlt-Verlag 1998, Seiten 257–512, ISBN 3498000438